# Porcius Festus

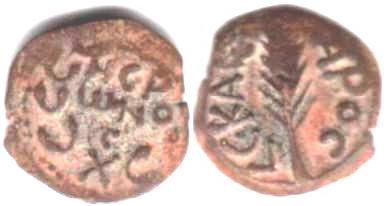
Münze des Porcius Festus. Prutah aus Bronze, geprägt von Porcius Festus. Vorderseite: Griechische Buchstaben NEP WNO C (Nero) in einem Kranz, der am unteren Ende mit einem X verbunden ist. Rückseite: Griechische Buchstaben KAICAPOC (Caesar) und D

Porcius Festus († 62 n. Chr.) war ein römischer Ritter, der von 60 bis 62 n. Chr. die Befehlsgewalt in Judäa innehatte.
Es ist unklar, ob Festus als praefectus dem Statthalter von Syrien unterstand oder ob er als Praesidialprocurator einer unabhängigen Provinz Judäas angesehen werden kann. Die Friedensbemühungen während seiner Amtszeit erzielten keinen dauerhaften Erfolg. Denn ab Sommer 62 unter Festus’ Nachfolger Lucceius Albinus nahmen die antirömischen Kräfte in Judäa wieder verstärkt zu.
Wie die biblische Erzählung in der Apostelgeschichte berichtet, wusste Festus nichts mit dem Apostel Paulus, der von seinem Vorgänger Marcus Antonius Felix in Schutzhaft genommen worden war, anzufangen, und überließ es schließlich dem jüdischen König Herodes Agrippa II. herauszufinden, was es mit diesem mysteriösen Jesus Christus auf sich habe. Als Paulus an den römischen Kaiser Nero appellierte, schickte Festus ihn nach Rom. 